# Srebrni lovorov list
Srebrni lovorov list (njem. Silbernes Lorbeerblatt) najviše je njemačko športsko odlikovanje. Uspostavio ga je 1950. tadašnji njemački predsjednik  Theodor Heuss. Dodjeljuje se športašima ili momčadima s ostvarenim zapaženim rezultatima na Olimpijskim i Paraolimpijskim igrama te osvojenim svjetskim ili europskim prvenstvima pojedinačno ili u kontinuitetu.
Moguće dobitnike odlikovanja predlaže predsjednik Njemačkog olimpijskog odbora Predsjedniku ili Ministru unutarnjih poslova Njemačke, koji svojim potpisom moraju povrditi dodjelu odlikovanja osobi ili momčadi.